# Ai Miyazato
Miyazato Ai (宮里 藍, Miyazato Ai) (19 de juny de 1985) és una exgolfista professional japonesa que competia en els LPGA Tour estatunidencs i la Japan LPGA Tour (JLPGA). El maig del 2017 anuncià que es retiraria al final de la temporada.